# Acetaldeide deidrogenasi (acetilante)
La acetaldeide deidrogenasi, ALDH (acetilating) è un enzima appartenente alla classe delle ossidoreduttasi, che catalizza la seguente reazione:
acetaldeide + CoA + NAD+ ⇄ acetil-CoA + NADH + H+
Si tratta di una reazione irreversibile, che avviene nei mitocondri degli epatociti. Per far sì che avvenga, è richiesta la presenza di NAD+ che si riduce a NADH, portando ad un aumento del NADH mitocondriale.
ALDH può essere inibita dal farmaco disulfirame. Come risultato, i livelli di acetato vengono ridotti, mentre i livelli di acetaldeide aumentati, portando ad un aumento dei sintomi tipici dell'acetaldeide.
L'enzima agisce anche, sebbene più lentamente, sulla glicolaldeide, propanale e butanale. Nelle specie di Pseudomonas, questo enzima forma una parte di un enzima bifunzionale assieme alla 4-idrossi-2-ossovalerato aldolasi (numero EC 4.1.3.39). È l'enzima finale della via del meta-taglio per la degradazione dei fenoli, cresoli e del catecolo, convertendo l'acetaldeide prodotta dall'altro enzima in acetil-CoA.  Il NADP+ può rimpiazzare il NAD+, ma la resa della reazione è molto minore.